# 塔奇拉盗龙属
塔奇拉盗龙（英语：Tachiraptor，意为“塔奇拉州的盗贼”）是一属肉食性兽脚亚目恐龙，化石发现于委内瑞拉早侏罗世的拉金塔组，模式种兼唯一种是可敬塔奇拉盗龙（Tachiraptor admirabilis），已知化石包括胫骨和坐骨。塔奇拉盗龙是一类小型双足恐龙，体长略超过1.5米（4.9英尺）。作为典型的掠食者，它可能会捕食其它恐龙或蜥蜴这样的小型脊椎动物。

## 发现与命名

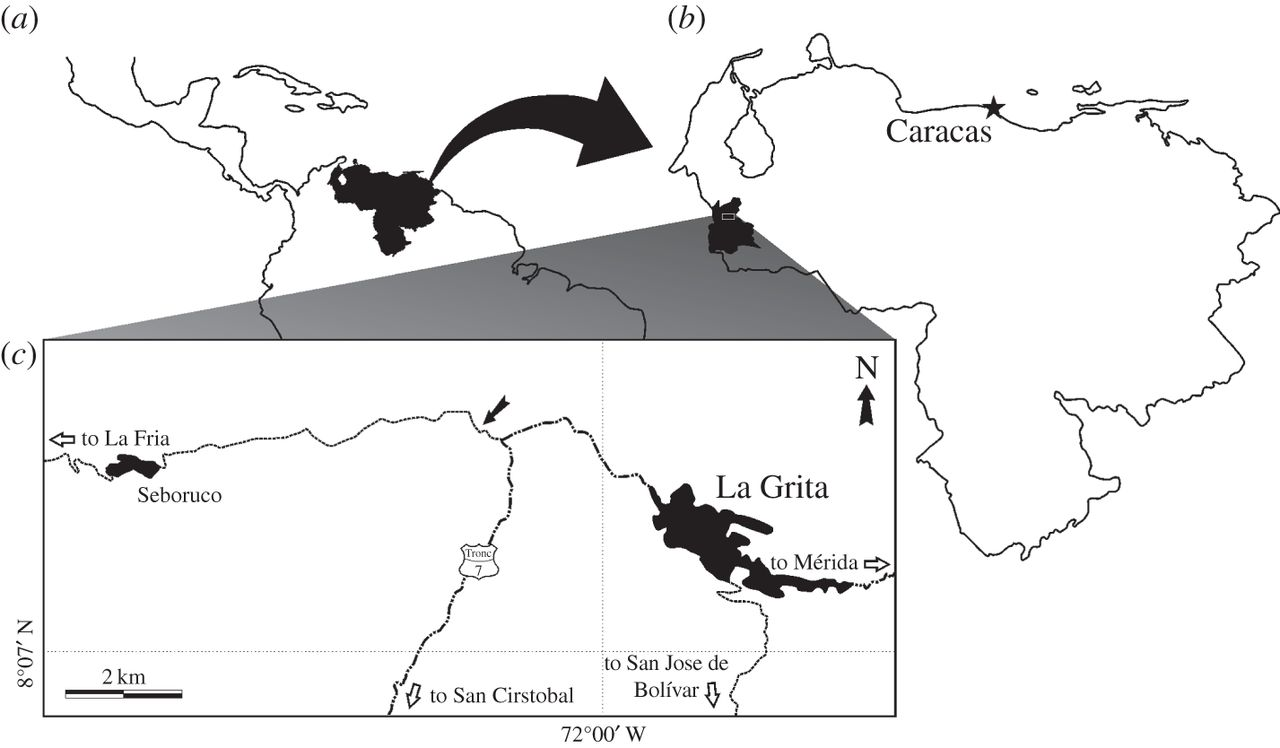
塔奇拉盗龙的模式产地

自20世纪80年代末以来，委内瑞拉塔奇拉州拉格里塔和塞沃鲁科市之间的一条路堑上发现了恐龙遗骸。其中大部分属于一种小型植食动物，并于2014年正式命名为拉金塔龙。然而，这些新发现中亦包括兽脚类的牙齿，表明该地层一定存在肉食性恐龙――2013年兽脚类骨骼的发现证实了这一点
2014年，模式种可敬塔奇拉盗龙（Tachiraptor admirabilis）由马克斯·朗格（Max Cardoso Langer）、阿斯卡尼奥·林康（Ascanio D. Rincón）、贾汉达·拉梅赞尼（Jahandar Ramezani）、安德鲁·索罗札诺（Andrés Solórzano）和奥利佛·劳赫（Oliver Walter Mischa Rauhut）正式命名、描述。
被描述的两块化石发现于早侏罗世赫塘阶的拉金塔组。该地区曾是古代盘古大陆热带区域的一部分。已确认的最大地质年龄为200.72±0.32百万年前，但由于锆石辐射定年的限制，尚不知道精确的最小估计值；实际年龄可能要年轻得多。两块化石出自同一地点，但被认为代表两具个体。其中之一是正模标本IVIC-P-2867，由几乎完整的右胫骨组成。另一件标本IVIC-P-2868由受损的左坐骨上段组成，亦被归入可敬塔奇拉盗龙，因为作者认为拉金塔组仅存在一种具有这种体型的新兽脚类。

## 词源
属名取自发现化石的塔奇拉州及拉丁语raptor（盗贼）；种名纪念1813年西蒙·玻利瓦尔（Simón Bolívar）领导的可敬行动，在这场战役中，模式产地拉格里塔市具有战略重要性。

## 描述
塔奇拉盗龙是种小型两足食肉动物。胫骨长约25 cm（9.8英寸），由此推断该动物的总长略大于1.5米（4.9英尺）。
作者确认了一些鉴别特征，其中之一可能为自衍征，从上面看，其与胫骨上表面轮廓有关。该表面一般有两个突出部分，即左右两边向后突出的角。另外，腓骨侧面的后缘与其外缘形成锐角。这样就构成了一个独特的角，该角延伸到比对侧内部投影更远的后方。
除自衍征外，本属亦具有一种独特的特征组合，而这些特征本身并不独特。胫骨下表面的横向宽度约为纵向距离的1.5倍（从前到后测量）。一般来说，恐龙胫骨的下前部被距骨覆盖，前表面上的一条嵴划定该区域的上限。在塔奇拉盗龙的胫骨中，此嵴与胫骨下缘成约35°角，覆盖胫骨下部高变约四分之一到三分之一的垂直距离。嵴的下端略微向上弯曲并靠近胫骨外缘，约为其横向宽度的五分之一。胫骨向下方延伸成左右两个突起，从前面看时，两个突起间的中线与骨骼纵轴成80°角。

## 种系发生学
作者进行了支序分析以研究本属的演化关系。分析表明，塔奇拉盗龙是新兽脚类基干成员，该类群几乎包括所有兽脚类，但最早期的兽脚类除外。本属被置于新兽脚类演化树的较低位置，是通向鸟吻类的茎类群的一部分，而鸟吻类包括中侏罗世以来的所有兽脚类（包括鸟类）。作为鸟吻类的旁系群，塔奇拉盗龙被描述为“鸟吻类茎类群”，使其发现变得尤为重要，因为在2014年之前尚未有可确认的鸟吻类茎类群发现。因此，塔奇拉盗龙将其幽灵谱系（一个推断出来但尚未证实的谱系）减少了2500万年。
塔奇拉盗龙的发现亦表明盘古大陆的赤道带在早期恐龙的发展中起重要作用――这一点已从拉金塔龙的发现中得到证明，从而为进一步了解恐龙演化做出贡献。